# 大谷信義
大谷 信義（おおたに のぶよし、1945年6月18日 - ）は、日本の実業家。松竹株式会社取締役会長、元代表取締役社長。同社創業者の孫。

## 人物
松竹創業者のひとり大谷竹次郎の孫、同社社長大谷隆三の長男として生まれる。慶應義塾普通部、慶應義塾高等学校を経て、慶應義塾大学法学部卒業後、松竹入社。取締役、歌舞伎座代表取締役社長を経て、1998年松竹社長に就任。
好きな言葉は「和を以て貴しとなす」。
1998年1月19日の取締役会において、当時専務だった奥山和由を緊急動議により解任に至らせた。

## 略歴
- 1968年3月 - 慶應義塾大学法学部卒業
- 1968年6月 - 松竹入社[1]
- 1980年5月 - 取締役就任
- 1982年9月 - 常務取締役就任
- 1984年5月 - 専務取締役就任
- 1984年5月 - (株)歌舞伎座代表取締役社長就任
- 1998年1月 - 代表取締役社長就任[1]
- 2004年5月 - 代表取締役副会長就任
- 2007年2月 - 代表取締役会長就任[1]
- 2019年5月 - 取締役会長就任[1]

## 家族
- 祖父・大谷竹次郎
- 父・大谷隆三
- 母・大谷道子 - 大谷光瑩の孫
- 弟・大谷二郎 - 松竹ブロードキャスティング、歌舞伎座などの役員